# Eriosoma ussuriense
Eriosoma ussuriense är en insektsart. Eriosoma ussuriense ingår i släktet Eriosoma och familjen långrörsbladlöss. Inga underarter finns listade i Catalogue of Life.